# 金沢市立高岡中学校

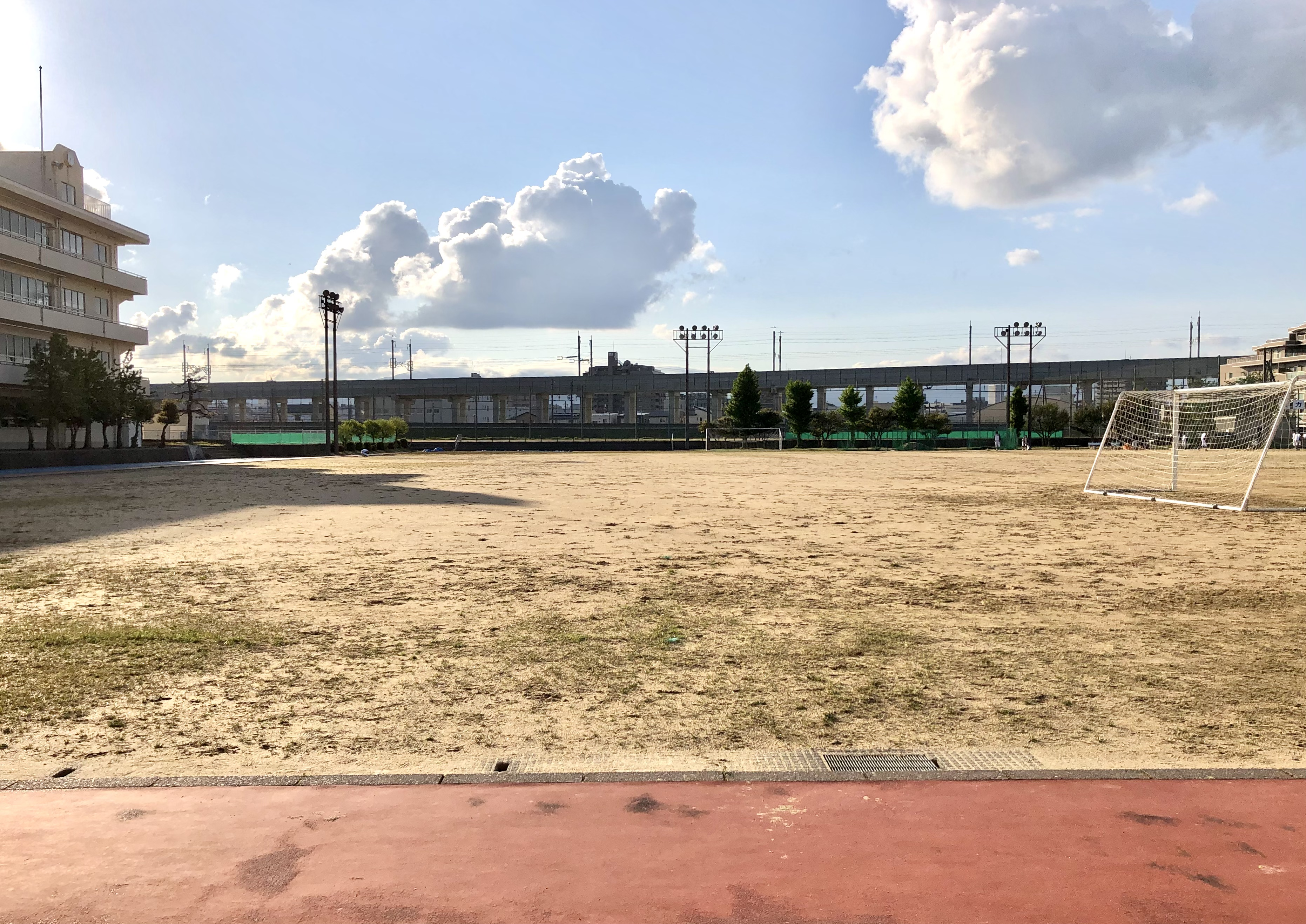
27,944m2もある他校に比べて広い校庭（2022年）

金沢市立高岡中学校（かなざわしりつ たかおかちゅうがっこう、英語: Kanazawa Municipal Takaoka Junior High School）は、石川県金沢市新神田1丁目にある公立中学校。

## 概要
略称は高中（たかちゅう）。旧称は「高岡町中学校」。1976年4月に現在の校名へ変更して、同年9月に競馬場跡地の現在地へ移転。犀川の近くに位置しており、学校行事や部活動が盛んである。各学年1年間で1015時間の授業を行っている。

## 沿革
- 1947年（昭和22年）4月1日 - 金沢市立高岡町中学校設置[5]。所在地：金沢市高岡町15番1号[6]。
- 1960年（昭和35年）4月[7] - 中学校特殊学級を紫錦台中学校から移転して高岡町中学校に配置[8]。
- 1976年（昭和51年）
  - 4月1日 - 金沢市立高岡中学校と改称[9]。
  - 8月20日 - 旧金沢競馬場跡に新校舎完成[10]。
  - 9月1日 - 金沢市新神田1丁目（現在地）の新校舎へ移転[9]。
  - 9月27日 - 新校舎竣工式挙行[9]。
- 1977年（昭和52年）2月2日 - 旧高岡町中学校（市内鉄筋校舎第1号）の解体工事を開始[9]。跡地はのちに金沢市文化ホールとなる。

## 通学区域
米丸小学校通学町、新神田小学校通学町

## 進学前小学校
- 米丸小学校
- 新神田小学校

## 教育方針

### 校訓
敬愛・明朗・責任・協力・自主・勤労

### 教育目標
- 生命・人権を尊重し、思いやりのある生徒の育成[1][2]
- 自ら学び、判断し、責任を持って行動する生徒の育成[1][2]
- 相互に協調し、勤労を尊ぶ生徒の育成[1][2]

## 部活動

### 運動部
- 陸上（男女）[1]
- ソフトボール（女）[1]
- 野球[1]
- バレーボール（男女）[1]
- 卓球（男女）[1]
- バドミントン（男女）[1]
- サッカー[1]
- ソフトテニス（男女）[1]
- 剣道（男女）[1]
- バスケットボール（男女）[1]

### 文化部
- 科学[1]
- 美術[1]
- 吹奏楽[1]

## 学校行事
- 合唱祭[1][2]
- 運動会[1][2]
- 高中祭[1][2]
- 餅つき大会[1][2]
- なごりん活動[1][2]
- 3年修学旅行[1][2]
- 2年金沢市内自主プラン[1][2]
- 1年合宿研修[1][2]

## 周辺
- 金沢市立新神田小学校
- 犀川 (石川県)
- 金沢市民芸術村

## 主な卒業生
- 森喜朗 - 自民党所属の元衆議院議員、第85・86代内閣総理大臣[注釈 1]
- 福島彩乃 - 元北陸放送アナウンサー、現同社社員
- 小竹凱 - 国民民主党所属の衆議院議員